# Bangor, Wisconsin
Bangor là một làng thuộc quận La Crosse, tiểu bang Wisconsin, Hoa Kỳ. Năm 2006, dân số của làng này là 1400 người.